# Schlumbergera lutea
Schlumbergera lutea ist eine Pflanzenart in der Gattung Schlumbergera aus der Familie der Kakteengewächse (Cactaceae). Das Artepitheton lutea stammt aus dem Lateinischen und bedeutet ‚gelb‘.

## Beschreibung
Schlumbergera lutea wächst epiphytisch und strauchig mit meist hängenden Trieben. Die abgeflachten, leuchtend grünen Triebsegmente sind 2 bis 3 Zentimeter lang und bis 1,5 Zentimeter breit. Die sehr kleinen Areolen tragen keine Dornen.
Die schwefelgelben Blüten sind 1 bis 2 Zentimeter lang.

## Verbreitung, Systematik und Gefährdung
Schlumbergera lutea ist in den brasilianischen Bundesstaaten Minas Gerais, Rio de Janeiro und São Paulo in Höhenlagen von 800 bis 2000 Metern verbreitet.
Die Erstbeschreibung als Rhipsalis epiphylloides erfolgte 1935 durch Paulo Campos Porto und Erich Werdermann. Alice Calvente und Daniela Cristina Zappi stellten die Art 2011 in die Gattung Schlumbergera, wobei ein neuer Name benötigt wurde, da der Name Schlumbergera epiphylloides Lem. (1858) bereits existierte. Weitere nomenklatorische Synonyme sind Hariota epiphylloides (Porto & Werderm.) Porto & A.Cast. (1940), Pseudozygocactus epiphylloides (Porto & Werderm.) Backeb. (1942) und Hatiora epiphylloides (Porto & Werderm.) P.V.Heath (1983).
Es werden folgende Unterarten unterschieden:
- Schlumbergera lutea subsp. bradei (Porto & A.Cast.) Calvente & Zappi
- Schlumbergera lutea subsp. lutea

In der Roten Liste gefährdeter Arten der IUCN wird die Art als „Endangered (EN)“, d. h. als stark gefährdet geführt.

## Nachweise